# Jacques Flamand
Pour les articles homonymes, voir Flamand.
Jacques Flamand, né le 12 juillet 1935 au Puy-en-Velay (France) et mort le 19 octobre 2017 à Ottawa, est un éditeur, traducteur, poète et essayiste franco-ontarien.

## Biographie
Jacques Flamand fait ses études universitaires à Strasbourg (France), Ottawa (Ontario, Canada) et Hull (maintenant Gatineau, Québec) en théologie, en philosophie, en psychologie, en anglais et en lettres modernes. Il s’établit en Ontario en 1966. En 1970, il doit renoncer à une carrière de professeur à l’Université d’Ottawa en raison de ses idées jugées trop modernes par l’Église catholique romaine. Il devient alors réviseur au Secrétariat d'État puis entre 1975 et 1987, traducteur au Conseil des Arts du Canada.
Jacques Flamand fonde en 1982, avec Monique Bertoli, les Éditions du Vermillon. Il est responsable en 1985 du volet français du premier Festival du livre d’Ottawa. Il cofonde en 1988 l’Association des auteures et auteurs de l’Ontario français. Entre 1993 et 1999, il est corédacteur de la revue Envol. Il est récipiendaire du prix Trillium en 2000. Il participe à la création de l’Association des auteurs et auteures de l’Outaouais. Tout au long de sa vie est un ardent défenseur de la francophonie et un grand diffuseur de la littérature francophone tant en Ontario français qu'en Outaouais québécois. Alpiniste discret mais de haut niveau, il devient membre du prestigieux Groupe de Haute Montagne (GHM) en 1999.
Il meurt après une maladie et un séjour d'un an à l'hôpital Saint-Vincent d'Ottawa le 19 octobre 2017 à l'âge de 82 ans. 

## Thématique et esthétique
L'écriture de Jacques Flamand est ciselée, marquée et énergique. Dans Les larmes de la guerre, il se montre inquiet de la situation dans le monde. Sa poésie apparaît parfois lourde, habitée par la mort, mais nénamoins la lumière s'y immisce, ses écrits traçant des parallèles entre la nature et la poésie.
Sur son métier de traducteur, Jacques Flamand indique que la double exigence de la qualité (la bonne traduction de phrases et de sens) et la quantité (le nombre de mots, souvent unité de mesure de la rémunération) demeure un équilibre précaire

## Œuvres
Nouvelles
- 2001 - Mezzo tinto, Ottawa, Éditions David, 156 p., prix du Consulat général de France à Toronto

Conte
- 1986 - Donatina et Noblika, Ottawa, Vermillon.
- 1988 - Les Métiers du ciel, Ottawa, Vermillon.
- 1990 - Le Noël des Lacoursière, Ottawa, Vermillon.
- 1994 - Lapin rouge et Carotte blanche, Ottawa, Vermillon.
- 1998 - Étiennette prend le train, Ottawa, Vermillon.
- 1998 - L’étreinte de la pierre, Ottawa, Vermillon.
- 1998 - Feux et brumes, Ottawa, Vermillon.

Poésie
- 1979 - Ailante, chants et cris, Sherbrooke, Naaman.
- 1980 - Été d’aube, dessins de Camille Claus, Sherbrooke, Naaman.
- 1983 - Nasse et feu, Ottawa, Vermillon.
- 1986 - Mirage, Ottawa, Vermillon.
- 1991 - La terre a des frissons de ciel et Partira à ciel ouvert, Ottawa, Vermillon.
- 1993 - Boire ta soif, Ottawa, Vermillon.
- 1997 - L'Étreinte de la pierre, Ottawa, Vermillon.
- 1998 - À cœur d’ombre, Ottawa, Vermillon.
- 1999 - Lithochronos ou le Premier Vol de la pierre, avec Andrée Christensen, Ottawa, Vermillon.
- 2000 - Que l'apocalypse soit! , avec Andrée Christensen, Orléans, Éditions David

Essai
- 1969 - L’idée de médiation chez Maurice Blondel, Louvain Paris, Nauwelaerts, 595 pages.
- 1969 - Monde et réalités terrestres. Essais théologiques, Bruges Paris et Montréal, Éditions Desclée de Brouwer et Éditions Bellarmin, 342 pages.
- 1970 - Saint Pierre interroge le pape, Paris, Éditions du Cerf, 180 pages. Traduit en espagnol et en portugais
- 1972 - Le sexe et la personne. Approche personnaliste, Toulouse, Privat.
- 1983 - Écrire et traduire. Sur la voie de la création, Ottawa, Vermillon.
- 1984 - Traduction : l'universitaire et le praticien, avec Arlette Thomas, Ottawa, Éditions de l’Université d’Ottawa.
- 1984 - Hier, aujourd’hui. Les Grands Voiliers, avec Yves Proteau, Boucherville, Concilium.
- 1984 - Papa pasteur, dans quelle religion?, Ottawa, Vermillon.
- 1991 - La poésie : art pluriel, Ottawa, Vermillon.
- 2001 - Du vide au silence, La poésie, réflexions, création poétique et visuelle, Ottawa, Vermillon.
- 2016 - Les larmes de la guerre, Ottawa, Vermillon.

Direction de collectifs
- 1988 - Jongle et ris ! La paix, Ottawa, Vermillon.
- 1989 Écriture franco-ontarienne d’aujourd’hui, avec Hédi Bouraoui, Ottawa, Vermillon.
- 1989 - Fontaineries et encriers, Ottawa, Vermillon.
- 1989 - Jongle et ris ! La paix, Volume II, Ottawa, Vermillon.
- 1990 - Jongle et ris ! La paix, Volume IV, Ottawa, Vermillon.
- 1991 - Jongle et ris ! La paix, Ottawa, Vermillon.
- 1993 - Perce-neige, Ottawa, Vermillon.
- 1994 - Chaîne et trame de vie, Ottawa, Vermillon.
- 1995 - A cappella, Ottawa, Vermillon.
- 2003 - Écriture franco-ontarienne 2003, avec Hédi Bouraoui, Ottawa, Vermillon.

Traduction
- 2002 - Le perroquet fâcheux, fable de Joe Rosenblatt, avec Andrée Christensen, Ottawa, Vermillon.
- 2002 - Belvédère, poésie de Christopher Levenson, , avec Andrée Christensen, Ottawa, Vermillon.
- 2003 - Leonora, poésie de Virgil Burnett, avec Andrée Christensen, Ottawa, Vermillon.

## Prix et distinctions
- 2000 - Prix Trillium
- 2002 - Prix du Consulat général de France à Toronto
- 2006 - Prix de l’Académie de Mâcon
- 2010 - Ordre de l’Ontario
- 2013 - Prix Hommage, Gala de reconnaissance des auteurs de l’Outaouais
- 2016 - Prix Hommage, Ville d'Ottawa

- « Flamands », nom des prix du Gala de reconnaissance des auteurs de l’Outaouais